# Жлезда
Жлезда (ијек. жлијезда) представља орган у животињском телу који има способност ослобађања различитих супстанци. Жлезда може излучити те супстанце у крвоток (ендокрина жлезда), у неку од телесних шупљина или пак у спољашњу средину (егзокрина жлезда).

## Настанак
Жлездани епители настају од једнослојних епитела који могу да воде порекло од ектодерма или ендодерма. У одређеном делу једнослојног епитела долази до интензивних митотичких деоба чиме се ствара група ћелија која подсећа на пупољак и смештена је између епитела и подепителске ламине. Продужавањем митотичких деоба пупољак све више урања у дубину, у везивно ткиво испод епитела. Од ћелија тог пупољка се постепено диференцира жлездани епител. Ако жлездани епител остане у вези са пупољком-зачетником, ткиво које остварује ту везу представља изводни канал, а сама жлезда је егзокрина. Уколико се та веза прекине, изводног канала нема и у питању је ендокрина жлезда. 

## Типови жлезда
Производ (секрет) створен у жлезданим ћелијама се у највећем броју случајева излучује процесом егзоцитозе. 
Према начину на који секрет доспева до места свог деловања жлезде се деле на:
- ендокрине жлезде - жлезде које секретују своје продукте директно преко мембране у околни простор. Прецизнија дефиниција ендокриних жлезда је да се њихови секрети избацују у међућелијски простор, а из њега у крв којом доспевају до места у организму на коме испољавају своје дејство. Уз ове жлезде присутни су дисконтинуирани капилари.

- егзокрине жлезде - жлезде које своје продукте ослобађају у спољашњу средину. Егзокрине жлезде имају изводне канале преко којих њихови секрети доспевају до места где делују. Прате их континуирани капилари.

- егзокрино-ендокрине жлезде су оне које имају двоструку функцију, какве су нпр. јетра, гуштерача или полне жлезде човека.

## Егзокрине жлезде
Према грађи могуће је разликовати следеће типове жлезда:
1. цеволике (тубуларне), у виду тубула (слепо завршених цевчица) које могу бити:

- праве
- изувијане
- разгранате;

1. мешколике (ацинусне), у виду ацинуса (мешак лоптастог облика) који су најчешће груписани у гроздасте облике које имају заједнички систем изводних канала.
2. мешовите, које поседују како цевасте тако и мешколике делове (нпр. подјезична жлезда).

На основу хемизма и изгледа производа лучења разликују два типа жлезданих ћелија:
1. серозне чији је секрет, посматран под светлосним микроскопом, компактан тако да образује грануле (лат. granulum = зрно); такве су нпр. подвиличне и подјезичне пљувачне жлезде;
2. мукозне чији секрет није компактан.

Према начину секреције егзокрине жлезде обухватају три групе:
- Апокрине жлезде - током секреције, део тела ћелије одлази заједно са продуктом. Овај тип секреције карактеристичан је за млечну жлезду и на пример Клара ћелије у плућима.

- Мерокрине жлезде - ћелије ослобађају свој продукт у околину путем егзоцитозе. Највећи број жлезда има овај тип секреције и то су егзокрини панкреас, пљувачне жлезде, сузна жлезда, еккрине знојне жлезде. Овај тип лучења назива се и еккрином секрецијом.

- Холокрине жлезде - целокупна ћелија дезинтегрише да би ослободила свој продукт. Ћелије за које је специфичан овај тип излучивања су лојне и оне свој продукт, себум ослобађају у фоликулски канал длаке.

Могу се разликовати још и:
- хомокрине жлезде грађене од једне врсте ћелија које све стварају исти секрет;
- хетерокрине жлезде, изграђене од различитих врста ћелија које синтетишу различите секрете.

Тип секреторног продукта који луче егзокрине жлезде може бити:
- Серозни - воденкасти продукт богат протеинима
- Мукозни- вискозни продукт, богат гликопротеинима
- Лојни - липидни продукт

## Ендокрине жлезде
Секреторне ћелије паренхима ендокриних жлезда производе хормоне које убацују у крвоток и тако стижу до циљних места у организму где остварују своје дејство. Хормони на циљне ћелије делују тако што подстичу или коче метаболичке процесе у њима. Осим тога, хормони неких ендокриних жлезда могу деловати активирајуће или инхибирајуће на друге ендокрине жлезде.
Хормони се синтетишу и у ћелијама које граде органе који немају само ендокрину функцију, као што је то случај са:
- Лангерхансовим острвцима у гуштерачи;
- Лејдигове ћелије тестиса
- гранулоза и лутеинске ћелије јајника
- ћелије синцициотрофобласта и цитотрофобласта у плаценти (постељица)
- појединачним ендокриним ћелијама разбацаним по цревном и респираторном епителу.